# Valerian Andreevič Osinskij
Valerian Andreevič Osinskij, in russo  Валериан Андреевич Осинский? (Taganrog, 10 novembre 1852 – Kiev, 26 maggio 1879), è stato un rivoluzionario russo.
Membro fondatore di Zemlja i Volja, diresse in Ucraina una serie di violente operazioni antigovernative che rivendicò a nome del « Comitato esecutivo del partito social-rivoluzionario russo », sigla poi ripresa da Narodnaja volja.

## Biografia
(Stepniak-S. M. Kravčinskij, La Russia sotterranea, Milano, Fratelli Treves Editore, Milano, 1896, p. 79)

### La formazione
Valerian Osinskij nacque a Taganrog, o forse nel villaggio di Krasnosel'e, vicino Rostov sul Don, dov'era il podere paterno, il 10 novembre (29 ottobre secondo il calendario giuliano vigente all'epoca dell'impero russo), nella famiglia di un ingegnere militare, nobile e benestante. L'infanzia e la prima adolescenza di Valerian furono segnate — e il suo carattere, plasmato — dalla parabola discendente che il padre descrisse a un certo punto della propria vita.
Ancor giovane, Andrej Osinskij, quando aveva fatto carriera fino a conquistare il grado di maggiore-generale, essendo venuto a un insanabile contrasto con le autorità, risolse di rassegnare le dimissioni dal servizio attivo e di ritirarsi nel suo feudo, perché, a suo parere, non gli era più possibile continuare a preservare rettitudine e onorabilità all'interno dell'ambiente di lavoro. Senza occupazione e desideroso di rendersi utile, pensò allora di ammodernare la proprietà terriera, di apportarvi delle migliorie che avrebbero recato vantaggio anche ai contadini, ma i suoi piani, eccessivamente grandiosi, necessitavano, per essere realizzati, di congrui mezzi finanziari e di competenze agrarie a lui sconosciute. Ne derivò un accumulo di affanni, cui non seppe far fronte, e la decisione di consegnare l'amministrazione della tenuta alla moglie. In preda all'insoddisfazione che gli venne, poco alla volta, dall'ozio prolungato, da uomo energico che aveva goduto di una posizione sociale prestigiosa, si trasformò in un collerico, tirannico padre di famiglia, in un trasandato parassita che girava per casa in veste da camera e, infine, in un alcolizzato.
Costrinse i figli a restare tra le mura domestiche nei lunghi mesi invernali, di modo che Valerian e i suoi fratelli non poterono frequentare la scuola e, affidati a insegnanti privati non particolarmente brillanti, ricevettero un'educazione discontinua e lacunosa. Valerian vi pose in parte rimedio imparando da sé, ma si limitò a ciò che via via suscitava il suo interesse. Potendo coi fratelli uscire di casa in primavera e in estate, libero di vagabondare per i boschi, trovandosi a diretto contatto con la natura, si appassionò ai suoi segreti. Verso i sette anni, studiò la botanica e la mineralogia, unendo i dati ricavati dalla viva realtà esplorata alle informazioni contenute nei testi scientifici consultati presso la biblioteca paterna. Ideò pure un sistema di classificazione per ordinare il materiale che raccoglieva, e che accompagnava con personali osservazioni. Parimenti, fu attratto dalla storia e, più tardi, delle lingue straniere. La madre, in verità, lo aveva iniziato, giovanissimo, alla conoscenza del francese e del tedesco, ma lui si diede seriamente ad apprenderle, solo quando sentì l'esigenza di leggere in originale le grandi opere letterarie. Non meno della narrativa e della saggistica, lo entusiasmava la poesia.Tra i russi prediligeva Puškin e Lermontov, le cui poesie aveva trascritto in un libretto, accanto ad altri componimenti lirici francesi e alle canzoni ascoltate dai contadini.

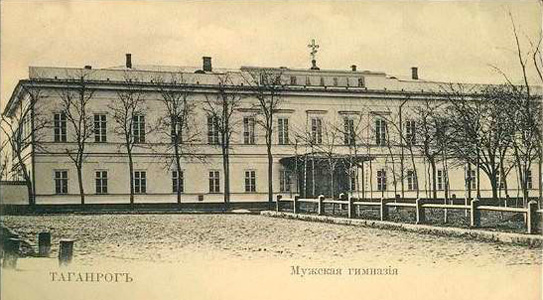
Il liceo maschile di Taganrog, dal 1935 titolato alla memoria di Anton Čechov, suo allievo nello stesso periodo in cui lo fu Osinskij

L'adolescente Valerian sviluppò presto un carattere che, per molti versi, era forse l'esito di un'inconsapevole avversione per il tracollo fisico e morale del padre. Una variegata miscela di elementi romantici doveva dargli fama del rivoluzionario un po' sopra le righe, atipico, che non rientrava negli schemi: ipersensibile, facile alla commozione, socievole ed espansivo, amato dalle donne, affascinante e a ogni ora elegantissimo come un damerino, non sempre benvoluto per l'eccessiva esuberanza, a volte frainteso, ma da tutti riconosciuto coraggioso fino alla temerarietà ed estremamente intelligente.
A undici o dodici anni, Valerian sentì dire che a casa di un vicino avevano fatto irruzione i banditi. Non visto e senza pensarci, prese il fucile del padre e si lanciò in aiuto dello sventurato. Per fortuna la voce era falsa, ma il gesto rivela l'indole del futuro «guerriero».
Valerian mostrò di possedere un raro coraggio anche nel modo in cui curò il difficile rapporto col padre. Volendo intercedere in difesa dei fratelli e delle sorelle, anche se non era il primogenito, diede prova, lui che soffriva di un'«eccitazione quasi nervosa», di saper con pazienza e dolcezza toccare il cuore del padre, e indurlo a cambiare il suo atteggiamento verso i congiunti. Un episodio può illustrare l'ascendente che Valerian riuscì ad avere sul genitore, in fondo una brava persona che s'era smarrita. Da anni l'ex maggiore-generale viveva in aperta ostilità con un vecchio vicino, ormai abbandonato a sé stesso e ridotto in miseria, ma quando Valerian ebbe notizia che l'uomo era in fin di vita, prese medicamenti e tutto l'occorrente, si recò da lui, lo accudì, e non rientrò a casa se non dopo la sua morte, sinceramente persuaso che il padre si sarebbe infuriato, sia perché era stato via alcuni giorni, sia — e soprattutto — perché aveva prestato soccorso a un nemico di famiglia. E invece, Andrej Osinskij, colpito dall'atto caritatevole del figlio, lo ringraziò per la sua bontà.
Intorno ai quattordici anni, Valerian prese a visitare la biblioteca di un giudice istruttore, residente nel suo stesso villaggio, e poté scoprire gli scritti di Dobroljubov, Černyševskij, Pisarev, Turgenev, che lo indussero a riflettere sui doveri dell'uomo verso la società. Di conseguenza, si fece in lui più acuto il desiderio di un'istruzione appropriata, cosa impossibile da concretizzarsi a Krasnosel'e, nella proprietà del padre, le cui condizioni di salute erano intanto peggiorate. Pavel Andreevič, il fratello maggiore di Valerian, si assunse allora il compito di dargli l'educazione di cui sentiva il bisogno e lo prese con sé. All'età di diciannove anni, Valerian diede l'esame finale al liceo di Taganrog, ma non avendo superato la prova nelle lingue classiche, conseguì un certificato incompleto che gli consentiva di accedere solo a un istituto tecnico, e non all'università, com'era nelle sue intenzioni.

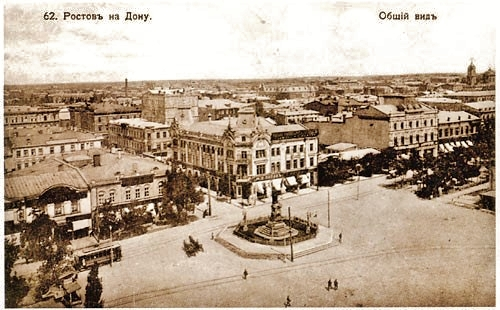
Rostov sul Don sul finire del XIX secolo. Il grande edificio al centro è il nuovo Municipio costruito nel 1891

Verso fine luglio-inizio agosto del 1871, Valerian giunse a San Pietroburgo, dove s'iscrisse all'Istituto d'Ingegneria ferroviaria. Qui conobbe Kibal'čič, matricola anch'egli. I due giovani si frequenteranno poco, giacché le loro vicende umane erano destinate a separarsi in tempi brevi.
Osinskij studiò con marcata attenzione lo stato delle strade ferrate in Russia e all'estero, e accarezzò l'idea di poter contribuire in maniera sostanziale allo sviluppo della rete ferroviaria del suo paese. Con questo fine e animato dal suo proverbiale entusiasmo, in estate, partecipò, da tirocinante, ai lavori della ferrovia Landvarovo-Romny, condotti da una società a capitale privato, che doveva collegare i governatorati di Vil'na, Minsk, Mogilëv, Černigov e Poltava, cioè Lituania, Bielorussia e Ucraina. La realtà riscontrata non fu pari alle attese. Osinskij fu impressionato dalla spregiudicatezza degli imprenditori nel portare avanti i propri affari, e dalla muta sofferenza dei lavoratori che da quella grossa impresa non avevano da ricavare alcun beneficio. Tornato a San Pietroburgo, sentì esaurito lo slancio iniziale che gli aveva fatto intravedere nella ferrovia un potente mezzo di progresso sociale.
Il 4 novembre del 1872, Valerian fu arrestato per non aver ceduto il passo allo zar nel Giardino d'estate e scontò lo sgarbo con qualche giorno di galera. Interruppe quindi gli studi, ma pagò l'iscrizione al secondo anno volendo far credere alla madre che fosse ancora uno studente. Nel frattempo, per circa un anno assisté alle lezioni universitarie che trovava interessanti, comparve all'Accademia medica, fu un assiduo visitatore della biblioteca pubblica, e allargò la cerchia degli amici. Poi accettò l'offerta del fratello Pavel di entrare come segretario nel governo comunale di Rostov sul Don, di cui egli era presidente.
S'immerse nel lavoro con la consueta energia e con la speranza di poter rinnovare lo zemstvo, guarirlo dalla cronica inefficienza, che gli sembrava causata dallo spirito della secolare servitù della gleba, sopravvissuto all'abolizione, e che una moderna classe di funzionari pubblici, più efficiente e impaziente di adoperarsi in favore degli interessi popolari, avrebbe di certo dissolto.
Più o meno nel 1875, Osinskij aderì al circolo populista di Rostov, capeggiato da Jurij Tiščenko (1856-1922) e che contava tra gli altri affiliati Michail Popov (1851-1908), ma avendo avuto qualche tempo prima un fugace contatto con i propagandisti, pensò per un momento di «andare nel popolo». Da tale proposito lo dissuasero gli amici, che gli fecero presente come sarebbe stato più utile alla causa rivoluzionaria nella sua carica di segretario della giunta municipale. Racconta Popov che Osinskij in quel periodo svolse un ruolo determinante nel garantire protezione e asilo a «quelli del nostro ambiente», sebbene la rischiosa attività non potesse durare troppo a lungo e difatti, già nell'agosto del 1876, la gendarmeria ne ebbe sentore e Valerian dovette lasciare Rostov.
Ripartito alla volta di San Pietroburgo, Osinskij, nell'autunno del '76, lavorò alla fusione della società di cui era membro con il «Gruppo populista rivoluzionario del Nord» di Natanson (1950-1919) e Michajlov, il quale aveva avviato trattative anche con i circoli di Char'kov, Odessa e Kiev. Erano state gettate le basi di una nuova organizzazione illegale: «Zemlja i Volja».

### L'attività rivoluzionaria
(Osip V. Aptekman, La società di «Zemlja i Volja» negli anni '70, Pietrogrado, 1924, p. 234)

#### La fase interlocutoria del 1877

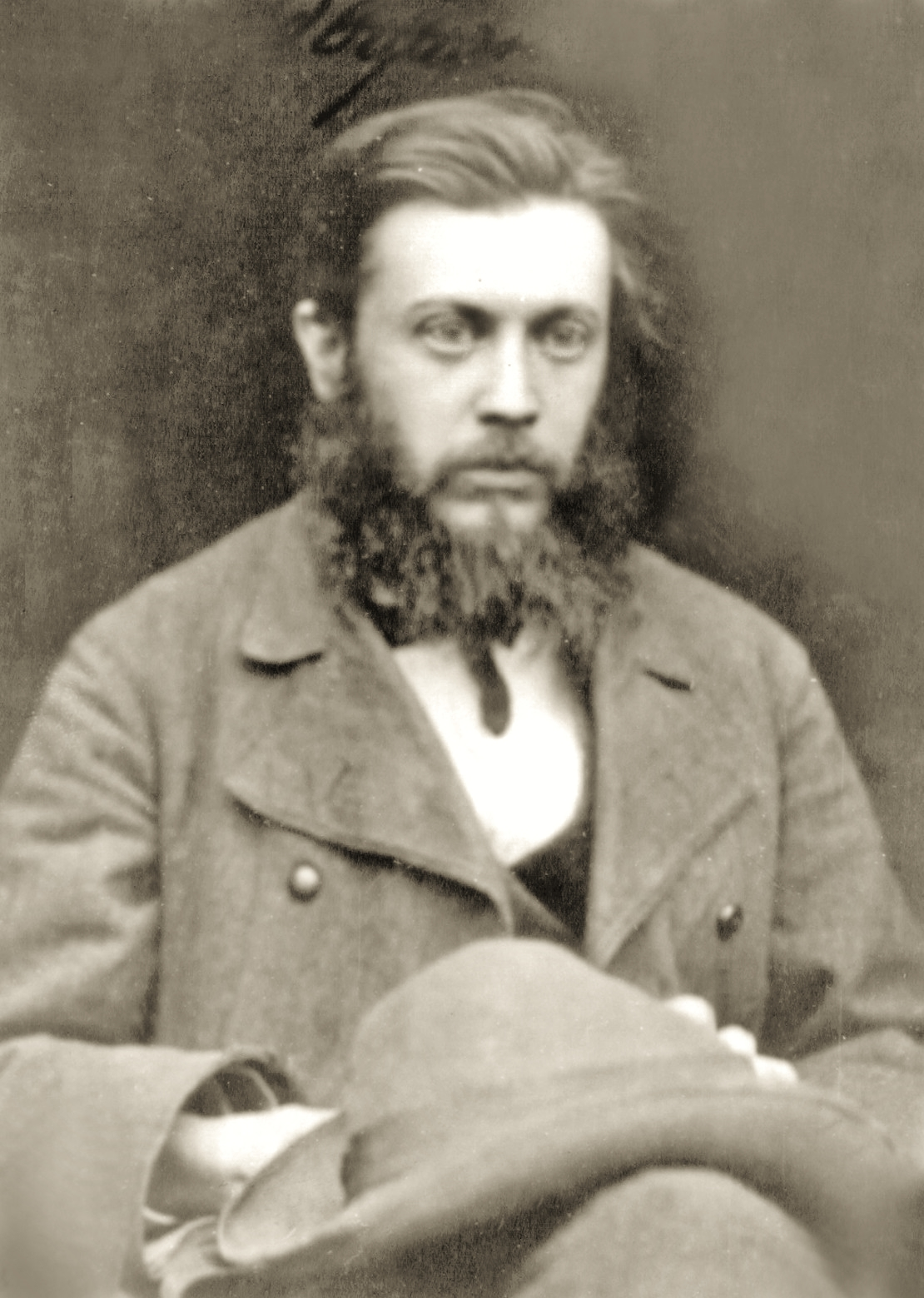
Dmitrij Lizogub nel 1877

Agli inizi del 1877 risale l'incontro di Osinskij con Dmitrij Lizogub. Ambedue membri fondatori della nuova società rivoluzionaria, legarono subito, e quando Valerian si stabilirà a Kiev, Lizogub gli farà spesso visita. L'intesa si farà più stretta a partire dalla primavera del 1878, sia per la convergenza delle loro idee, sia perché sarà Osinskij, fintanto che non sopraggiunse l'arresto, a occuparsi della vendita dei beni immobili di Lizogub, il cui ricavato doveva finanziare Zemlja i Volja.
Il 5 marzo del 1877 si aprì il processo contro la moscovita Organizzazione socialrivoluzionaria panrussa, la cui attività era consistita nella semplice propaganda portata agli operai nelle fabbriche. Poiché l'accesso all'aula del tribunale era possibile solo a chi fosse munito di biglietto, i rivoluzionari ne fecero diverse copie, consentendo a più persone di presenziare e così palesare l'ampiezza del richiamo suscitato dall'evento. Osinskij e Michajlov assistettero alla prima seduta appunto con due di questi biglietti falsi. Tutto andò bene, ma il giorno successivo, il segretario generale del senato, Vladimir Popov, vedendo la sala delle udienze troppo affollata, chiese ai gendarmi di fare controlli più rigorosi dei permessi. Vennero individuati quasi duecento biglietti abusivi. Tra i fermati ci furono Michajlov e Osinskij, che di falso aveva anche il passaporto, intestato al gentiluomo Nikolaev, un particolare, questo, che non sarà scoperto. La difesa di entrambi fu che avevano acquistato in buona fede i biglietti da uno sconosciuto, nei pressi del tribunale. In cella per qualche giorno, Osinskij rivide alcuni compagni precedentemente arrestati, tra i quali Bogoljubov (1854-dopo 1887), catturato durante la manifestazione tenutasi due mesi prima, il 18 dicembre, in piazza della Cattedrale di Kazan'.

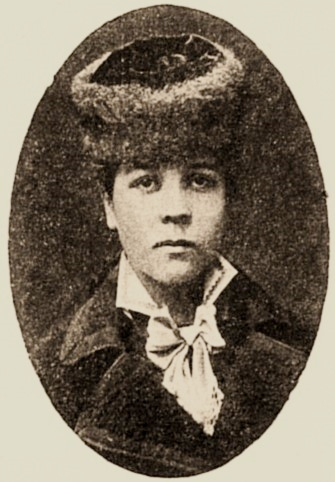
Marija Nikol'skaja

Nel giugno del 1877, Osinskij sposò con rito religioso Marija Nikol'skaja (1854 ca.-dopo 1904), un elemento apprezzabile del circolo populista di Samara, attivo nel 1873-1874, dove aveva conosciuto il futuro capo tipografo di «Narodnaja volja», Buch (1853-1934), fatto propaganda tra i contadini nel governatorato di Penza, lavorato con Vojnaral'skij (1844-1898) e coi čajkovcy. Marija era spiritualmente affine a Osinskij, ma il loro matrimonio non doveva durare, poiché già nel marzo del 1878 la donna sarà arrestata e confinata nel governatorato di Vologda, dove conoscerà, per sposare qualche anno dopo, Semën Volkov (1845-dopo 1917), che era stato uno dei primi organizzatori con Chalturin dell'Unione settentrionale degli operai russi.
Quando Zemlja i Volja s'era data una struttura centralizzata e un programma definito, aveva lasciato i suoi aderenti liberi di scegliere l'ambito del proprio operato tra la propaganda (intelligentskij), il lavoro organizzativo (rabočij), il settore editoriale (redaktorskij), l'attività tipografica (tipografskij), la sezione disorganizzativa (dezorganizatorskij). Quest'ultimo campo d'attività era inteso come un mezzo di autodifesa volto a colpire fisicamente i «nemici della causa», che non si poteva altrimenti rendere inoffensivi, e in realtà non fu che una dichiarazione d'intenti puramente teorica, in attesa di valutare la risposta dei contadini a un secondo tentativo di andata nel popolo, che i rivoluzionari s'apprestavano a fare con un approccio più ragionato, e una distribuzione territoriale più concentrata rispetto alla precedente esperienza dei čajkovcy. Osinskij però aspirava a lavorare in maniera diversa, con decisione e forza dirompente, e fin da subito propugnò la tattica terroristica come l'unica forma di lotta davvero efficace da opporre allo strapotere del governo.

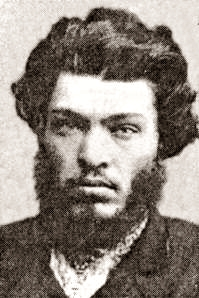
Jakov Stefanovič

Osinskij fu allora inviato al Sud, dove il movimento rivoluzionario s'era sempre distinto per un maggiore attivismo e dove, nel distretto di Čigirin, governatorato di Kiev, Stefanovič (1854-1915), Lev Dejč e Bochanovskij (1848-1917) stavano organizzando una sollevazione contadina. Di questo progetto, in fase di esecuzione dalla primavera del 1876, i ribelli di Kiev avevano informato il centro di San Pietroburgo, che aveva approvato, sebbene parzialmente, e ora mandava Osinskij come agente di collegamento. Nonostante la sua fede repubblicana avesse da soffrire per una congiura fondata sull'amore del popolo per lo zar, al pari del suo «senso dell'onore» offeso dalla disinvoltura con cui s'ingannava la povera gente, non poteva non restare ammirato dal talento organizzativo di Stefanovič, che in pochi mesi aveva montato tutta la vicenda, e coinvolse nell'impresa anche Barannikov, suo amico fraterno dai tempi di Rostov, luogo in cui aveva svolto attività di propagandista.
Le radici della cospirazione erano nel malcontento dilagante in quel particolare distretto fin dai primi anni '70, quando la ripartizione delle terre, di proprietà statale, non aveva soddisfatto una parte della popolazione contadina, che chiedeva una redistribuzione degli appezzamenti in base al numero dei componenti il nucleo familiare. Nel 1875, Foma Denisovič Prjadko (1841 ca.-dopo 1886), un ex soldato e coltivatore agiato del villaggio di Šabel'niki, fattosi portavoce di quanti esprimevano il proprio malcontento, dichiarò che se lo zar avesse conosciuto la situazione, sarebbe stato a loro favorevole, così con alcuni contadini partì per San Pietroburgo. I suoi compagni furono arrestati, Prjadko riuscì a fuggire e, al suo ritorno a casa, inventò la storia di aver incontrato per davvero Alessandro II, il quale gli aveva confidato di non poter far nulla perché ostaggio dei nobili proprietari terrieri, contrari alla ridistribuzione, ma che i contadini avevano il suo permesso di prendersi la terra con la forza. Nel maggio del 1875, le autorità giudiziarie imposero l'accettazione immediata dei lotti stabiliti dal catasto, pena la fustigazione e altre misure coercitive. Ci fu una vasta repressione, con punizioni corporali e acquartieramenti di truppe, eppure la resistenza di diversi villaggi continuò e le prigioni di Kiev si riempirono di contadini arrestati a centinaia, sebbene si trattò in realtà di una reclusione notturna, giacché di giorno andavano a lavorare la terra. Fu su questa trama che Stefanovič elaborò la sua congiura, che consistette nel completare l'opera iniziata da Prjadko.

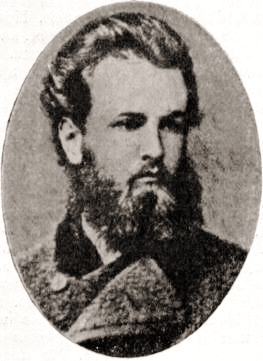
Ivan Bochanovskij

Nel maggio del 1876 Stefanovič, avvicinatosi ai contadini arrestati e avviati, per loro tramite, contatti con quelli che lottavano a Čigirin, assicurò che avrebbe sollecitato presso lo zar il soddisfacimento delle loro richieste. Qualche mese dopo tornò con un falso editto dello zar, una Carta imperiale compilata con Dejč e stampata a Kiev, in decine di copie da distribuire nei villaggi dissidenti, dal tipografo compositore Bochanovskij, nel quale ukaz il sovrano sosteneva la causa dei contadini e li incitava alla ribellione, dopo che si fossero data un'organizzazione militare. Racconta Kravčinskij che la gendarmeria, avuto il sospetto che qualcosa covasse nel distretto, dalla massiccia e straordinaria astensione «dall'uso di acquavite» dei contadini che in tal modo cercavano di tutelarsi da una parola detta di troppo in stato d'ebbrezza, fece perquisizioni e arresti, senza riuscire a sapere nulla di preciso. Il segreto fu mantenuto per un anno circa, e in questo frangente quasi tremila contadini (o poco più di mille, a seconda della fonte ) avevano costituito delle milizie e si erano armati, generalmente con picche e asce. Ma in agosto, poco prima che il segnale della rivolta fosse dato nel corso di una festa popolare fissata per ottobre, la cospirazione fu scoperta grazie a un rivenditore di bevande alcoliche che s'era associato alla congiura dopo averne sentito parlare da un contadino, ubriacatosi al suo spaccio con un solo bicchiere perché digiuno. I tre rivoltosi, autori del complotto, furono arrestati a settembre e imprigionati nel carcere Luk'janovskaja a Kiev.
In autunno Osinskij rientrò a San Pietroburgo con Čubarov e Vološenko. Il 21 dicembre parteciparono al funerale dei sei operai morti nell'esplosione della fabbrica di munizioni all'isola di Vasilij, come rappresentanti di Zemlja i Volja. In quei giorni, Valerian, che assieme ai suoi era impegnato a pianificare un attacco contro il governatore di San Pietroburgo, Trepov, colpevole di aver ordinato la fustigazione di Bogoljubov, ebbe un confronto con i compagni del circolo fondamentale ai quali aveva proposto di intensificare il lavoro di disorganizzazione. E incontrò al riguardo la ferma disapprovazione di quanti un anno e mezzo dopo si sarebbero raccolti nel Čërnyj peredel, e il cauto sostegno di coloro che avrebbero dato vita alla Narodnaja volja, i quali preferirono, sul momento, non rischiare l'unità interna su una questione ancora da definire.

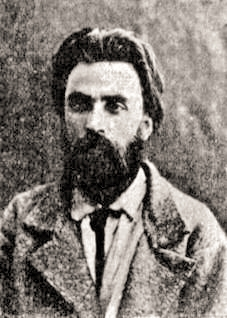
Vladimir Debogorij-Mokrievič

Il nuovo corso che Valerian si preparava a inaugurare al Sud, dove tornerà non appena Vera Zasulič, tirando un colpo di rivoltella su Trepov il 5 febbraio 1878, ebbe vanificato il suo progetto, farà di lui il primo organizzatore del terrorismo su vasta scala in Russia. Osinskij metterà in atto il terrore, ma non avrà il tempo di farne la teoria, di avanzare una composita domanda di libertà politiche, non essendo contrario alla via costituzionale per ammodernare lo Stato. Non bisogna infatti dimenticare che a Rostov, quando aveva collaborato con i liberali ai lavori dello zemstvo, li aveva trovati ben disposti verso le correnti di protesta, e si era persuaso che un'alleanza sulla base di rivendicazioni politiche condivise fosse possibile, oltre che auspicabile. Più avanti, tuttavia, si era reso conto che la libertà doveva essere conquistata con le armi in pugno, che non aveva sbocco alcuno il dissenso verbale delle classi colte, le quali «parlavano molto di costituzione, ma non avevano la volontà di esigerla». Se però la volontà c'era, non restava che la lotta diretta e spietata, l'autodifesa dalle spie e dagli agenti provocatori, l'eliminazione dei funzionari governativi che con il loro operato tenevano in vita l'autocrazia.
Osinskij avrà completa manovra d'azione, anche se terrà un continuo rapporto epistolare con i futuri narodovol'cy Michajlov, Morozov (1854-1946) e Zundelevič (1857-1923). Egli non aveva, del resto, problemi a reperire fondi per la sua organizzazione e pare che si sia rivelato perfino più talentuoso dell'altro «raccoglitore di denaro», che fu Aleksandr Michajlov, forse favorito dall'aspetto attraente, dai modi garbati, dal portamento aristocratico.
Nell'inverno 1874-1875, alcuni superstiti dell'andata nel popolo, capitanati da Vladimir Debogorij-Mokrievič (1848-1926) e da Stefanovič, avevano formato a Odessa un gruppo, noto come i «Južnye buntari» (rivoltosi del Sud)», che vantava diramazioni a Kiev, Char'kov, Nikolaev, Žitomir. Non contava allora che venticinque affiliati circa, e fu con i suoi principali esponenti che Osinskij — Debogorij-Mokrievič era suo amico — aveva preso contatto nell'autunno del 1877.

#### Il «Comitato esecutivo del partito social-rivoluzionario russo»
In pochi mesi, già nell'inverno del '78, Osinskij divenne il punto di riferimento privilegiato del sottosuolo ribelle attivo al Sud. Era la persona cui ci si poteva rivolgere per qualsiasi tipo di aiuto materiale: denaro, passaporti, armi. Tutto si muoveva attorno a lui e passava da lui. ma quello che storicamente è stato chiamato il «circolo di Osinskij» constava di tredici rivoluzionari: Lizogub, Ljudvik Brandtner (1853-1879), Innokentij Vološenko (1848-1908), Ivan (1859-1879) e Ignatij Ivičevič (1857-1879), Grigorij Popko (1852-1885), Aleksej Medvedev (1852-1926), Sof'ja Lešern von Gercfel'd (1840/42-1898), Vladimir Sviridenko (1850-1879), Aleksandr Sentjanin (1856-1879), Sergej Čubarov (1845-1879), Rostislav Steblin-Kamenskij (1858-1894), e Valerian.

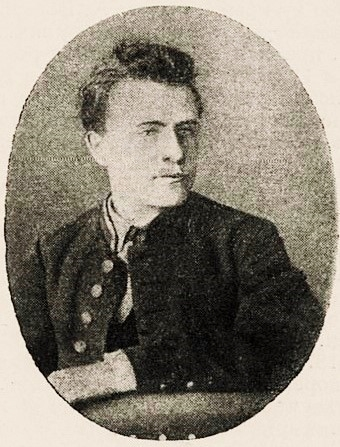
Rostislav Steblin-Kamenskij

Nella notte tra il 13 e il 14 febbraio del 1878, Osinskij diede il via alla sua strategia offensiva nel Sud dell'Impero, precisamente a Rostov sul Don, con l'omicidio della spia venticinquenne Akim Gavrilovič Nikonov, eseguito da Ivan Ivičevič e da Rostislav Steblin-Kamenskij, figlio questi del capo della polizia di Poltava, coadiuvati da Aleksandr Sentjanin. Nikonov, che era stato membro di un circolo di propagandisti organizzato tra gli operai della ferrovia Rostov-Vladikavkaz dai populisti del posto, arrestato nell'ottobre del 1877, aveva rivelato tutto quel che sapeva in cambio del rilascio.
La mattina del 14, la città si risvegliò tappezzata di proclami che rivendicavano l'assassinio. Nel manifesto si leggeva:
« Nella notte tra il 1° e il 2 febbraio [secondo il calendario giuliano], a Rostov sul Don, abbiamo ucciso la spia Akim Nikonov. Questo delitto è stato eseguito dai socialisti rivoluzionari. Annunciamo la notizia al mondo e che sia d'insegnamento. Akim Nikonov, di mestiere fabbricante di setacci, lo scorso autunno ha consegnato alla mercé del governo i suoi e i nostri compagni. Circa trenta esseri umani sono stati rovinati da un rinnegato. Noi difendiamo gli interessi di milioni di persone, difendiamo la verità contro la menzogna e la violenza; l'omicidio è per noi un terribile, penoso rimedio. Ma il governo reprime il popolo russo, gli succhia tutte le forze, perseguita noi, che siamo i suoi paladini, come bestie feroci. Ci afferrano e ci sbattono in galera, ai lavori forzati. Da un capo all'altro della Russia, mille nostri compagni sono morti, vittime dei loro ideali, martiri della nazione. E nel mentre prosegue detta persecuzione, che dura ormai da troppo tempo, sono tra noi individui senza onore e senza coscienza, individui che per meschina codardia ci spiano, denunciano la nostra attività e ci consegnano alla crudele legge del governo. Così ha fatto Akim Nikonov. Era un traditore, un nemico nostro e della causa del popolo. Abbiamo quindi deciso di sbarazzarcene e ce ne siamo liberati. Non vogliamo tollerare più a lungo. Abbiamo risolto di difenderci. Elimineremo questi Giuda, li elimineremo senza pietà e clemenza, e lo dichiariamo a voce alta e apertamente. Che sappiano dunque che li attende solo un premio — la morte! A questo ci ha costretto il governo russo ».

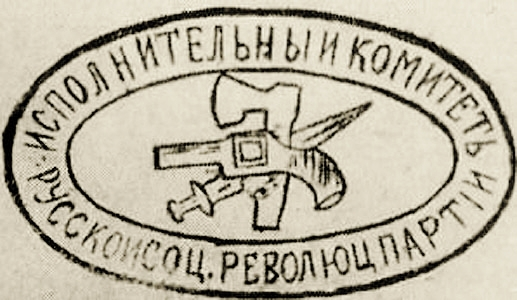
Il sigillo del «Comitato esecutivo del partito social-rivoluzionario russo»

Il 7 marzo Osinskij, con Ivan Ivičevič e Aleksej Medvedev, sparò al viceprocuratore generale della Corte distrettuale di Kiev, Michail Michajlovič Kotljarevskij, mentre l'uomo rientrava in casa dal teatro, nei pressi dalla sua abitazione. Il viceprocuratore, colpito da diversi proiettili, cadde a terra; i suoi assalitori lo diedero per morto e fuggirono. Sembra che le ragioni del gesto siano da rintracciare nell'accusa lanciata da Vladimir Evgenievič Malavskij (1853-1886), un rivoltoso in carcere per la faccenda di Čigirin, secondo cui questo funzionario avrebbe fatto spogliare nude due detenute per reati politici, Anna Kulikova e Julija Krukovskaja, in sua presenza. Tuttavia, Lev Dejč, recluso anch'egli nel carcere di Kiev, negò questa versione.
L'8 marzo Osinskij e i suoi scoprirono che Kotljarevskij non solo non era morto, ma non era neppure ferito. I proiettili erano stati fermati, a quanto pare, dallo spesso strato di pelliccia del suo cappotto. Intanto però i manifesti che ne annunciavano l'esecuzione erano stati distribuiti per la città, e stavolta recavano in calce un sigillo ovale con al centro un pugnale, una scure e una rivoltella sovrapposti l'uno all'altro, e intorno al disegno il nome di un fantomatico «Comitato esecutivo del partito social-rivoluzionario russo» (in russo: «Ispolnitel'nyj komitet russkij social'no-revoljucionnoj partii»). Si voleva intimorire le autorità con la rivelazione dell'esistenza di un'organizzazione terroristica in seno al partito rivoluzionario, che era evidentemente cresciuto al punto da avere una propria sezione votata alla lotta armata. Nel messaggio di rivendicazione, con buona verosimiglianza opera di Osinskij, c'era scritto:
« La notte del 23 febbraio [secondo il calendario giuliano] è stato compiuto un attentato alla vita del procuratore aggiunto Kotljarevskij. Riteniamo nostro dovere spiegare alla società russa le ragioni di questo gesto. Negli ultimi anni, con lampante chiarezza abbiamo visto che tutto quanto, direttamente o indirettamente, abbiamo realizzato nell'interesse del nostro popolo, oppresso e derubato, è stato punito nelle forme più disumane, e che i suoi difensori, sono fatti segno di una persecuzione senza precedenti dai tempi apostolici. Questa vigliacca persecuzione, che disonora il nostro governo, va avanti da diversi anni. Centinaia di persone, spesso solo per aver detto qualche parola pacata alla gente, per un libro, e tutto il crimine non consisteva che nell'aver spiegato al popolo la situazione, — centinaia di persone, solo per questo, sono state messe in prigione, mandate in esilio, ai lavori forzati, murate nelle prigioni centrali — questa nuova barbara trovata di un governo poliziesco-burocratico. Cos'altro restava da fare a noi, socialisti-rivoluzionari, che ardentemente vogliamo il bene del popolo, e non abbiamo fondate speranze in un rivolgimento pacifico dello stato, nel quale tutto è schiacciato, svilito, dove trionfa il male e regnano con arroganza la frusta e la galera, per mezzo dei suoi rappresentanti — con la divisa e senza — e degli altri burocrati, nelle vesti di ladri e sanguisughe? Abbiamo a malincuore deciso di ricorrere a un sistema che in qualsiasi altro momento avremmo respinto con tutte le forze dell'animo nostro ».
Firmato « Comitato esecutivo del partito social-rivoluzionario russo »

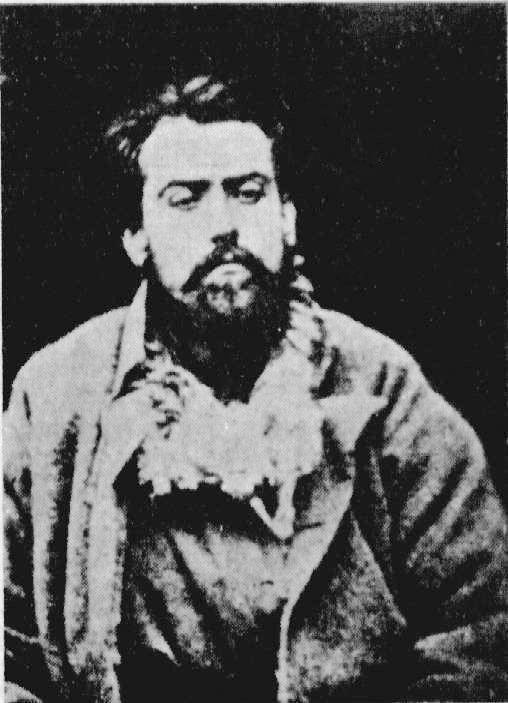
Grigorij Popko malato di idropisia

Qualche giorno dopo alcuni studenti diffusero nelle strade di Kiev dei volantini in cui si assicurava che i successivi colpi del partito social-rivoluzionario sarebbero stati condotti con un grado maggiore di professionalità. Non è ben chiaro se sia stata un'iniziativa spontanea o se sia stata pilotata da Osinskij. Quel che si sa è che Valerian intervenne ad alcuni incontri con gli studenti, dopo che qualcuno di loro, riconosciuto colpevole di distribuzione illegale, era stato arrestato, e li invitò a reclamare la concessione delle libertà politiche. Il governo alla fine fece espellere dagli istituti scolastici centoventi giovani, quindici dei quali furono esiliati nei governatorati settentrionali della Russia europea.
Il 24 maggio, in tarda serata, mentre l'aiutante maggiore della gendarmeria di Kiev, il barone Gejking (1835-1978), passeggiava con un collega all'angolo tra il Chreščatyk e il viale Bibikovskij (ora, viale Ševčenko), veniva colpito allo stomaco dal pugnale di Grigorij Popko, che aveva dovuto venire a patti con sé stesso per decidersi ad agire.
L'urlo di Gejking richiamò alcuni passanti che si lanciarono all'inseguimento di Popko, il quale sparò uccidendo una persona e ferendo alla gamba un poliziotto, prima di riuscire a dileguarsi. Il barone morirà quattro giorni dopo. La delibera di uccidere Gejking, che aveva fama di liberale per essere stato piuttosto morbido nei confronti dei propagandisti, fu motivata nel documento di rivendicazione — che sarà anche spedito per posta nelle varie province — con l'accanimento profuso nell'inchiesta sull'affare di Čigirin. Si trattò comunque, e soprattutto, di un delitto politico: Gejking era considerato un legittimo bersaglio per la sua funzione di alto esponente della polizia segreta.
La successiva attività di Osinskij si concentrò sulla liberazione dei compagni dalle prigioni. L'unico tentativo che ebbe successo fu quello portato avanti in collaborazione con Frolenko (1848-1938), che sottrasse dalla Luk'janovskaja Deutsch, Stefanovič e Bochanovskij. Frolenko si era fatto assumere nella prigione come portiere e, in capo a qualche mese, aveva fatto carriera fino a divenire sorvegliante. Il salto di qualità fu possibile grazie a Osinskij. Poiché si progettava di far sorvegliante Frolenko, bisognava liberarsi di quello che c'era. I tre detenuti cominciarono col riferire al direttore voci false su presunte gravi offese recate loro dal sorvegliante, per costringere quest'uomo a una qualche reazione, ma questi era persona che sapeva sopportare. Allora Valerian, informato dell'impasse, fece la sua conoscenza e gli offrì un «lavoro da contabile in una fabbrica di zucchero». Naturalmente gli fece presente che doveva dimettersi dal suo attuale incarico e rendersi immediatamente disponibile alla partenza, quindi gli diede il denaro per il viaggio e un mese di paga anticipata. Poi la partenza fu rimandata con diversi pretesti, ma nel frattempo era avvenuta la sua sostituzione con Frolenko.

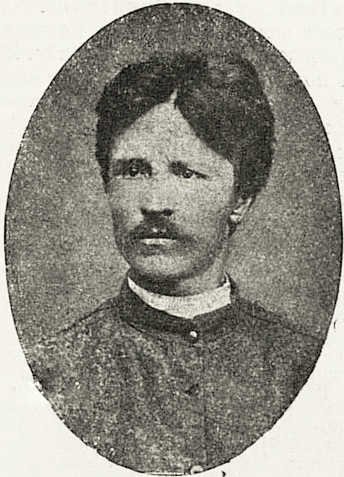
Aleksej Medvedev

La sera dell'8 giugno, Frolenko, portando con sé abiti da guardia carceraria per travestire i fuggiaschi, si accingeva ad aprire le celle, quando comparve il guardiano d'ordinanza, addetto alla vigilanza del carcere. Stefanovič pensò bene di far cadere, come inavvertitamente, un libro fuori dalla finestra, e Frolenko ordinò al guardiano di andare a prenderlo. Dopo di che si affrettò a liberare gli amici e tutti insieme poterono uscire dalle mura della prigione, dove li attendeva Osinskij a bordo di una vettura e in divisa militare. Arrivati poi via mare a Kremenčuk, solcando le acque del Dnepr, ritrovarono Valerian, che s'era invece servito della ferrovia, provvisto di nuovi documenti e di denaro per l'espatrio. Le ricerche della polizia furono circoscritte alla sola Kiev, e agli evasi riuscì di farla franca.
Il 13 luglio alcuni membri del circolo di Osinskij parteciparono, in concorso con gli zemlevol'cy del Nord, allo sfortunato tentativo di liberare Vojnaral'skij (1844-1898), durante il trasferimento dal carcere di Char'kov alla prigione centrale di Novo-Belgorod. Fallita l'azione, nonostante la superiorità numerica, i rivoluzionari si prepararono alla partenza. Ma la polizia aveva rapidamente scoperto che un ricco signore (si trattava di Aleksandr Michajlov) e il suo cameriere avevano preso in affitto una stanza di fronte al carcere di Char'kov, per andar via subito dopo l'assalto alla carrozza che trasportava il prigioniero. Quando il portiere rivelò che il barin (gentiluomo) guardava dalla finestra la prigione con un binocolo, non ci furono più dubbi sul coinvolgimento di queste persone, e fu predisposta una retata alla stazione, probabile luogo di allontanamento. Aleksej Medvedev, che era giunto in ritardo rispetto agli altri, già in viaggio, fu riconosciuto dal portiere, anche se aveva cambiato il suo aspetto radendosi la barba, modificando il taglio di capelli e la foggia dell'abito, e arrestato con il suo nome illegale di Pëtr Nikiforovič Fomin.

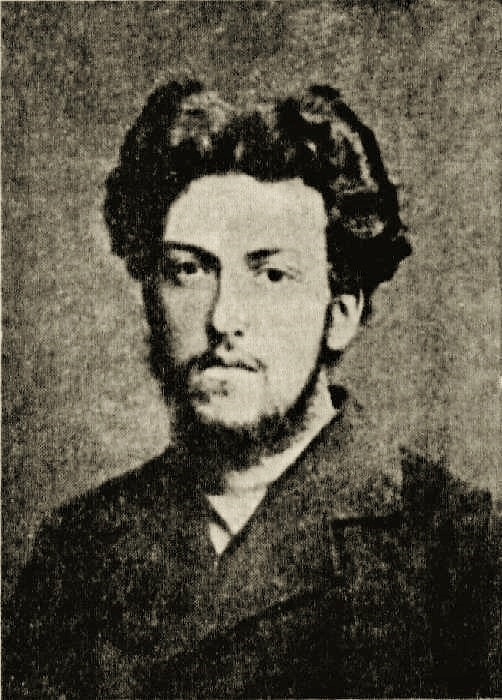
Aleksandr Sentjanin

Osinskij elaborò allora con i suoi un piano per liberare Medvedev. A Char'kov giunsero Aleksandr Sentjanin, un ex studente dell'Accademia mineraria, e Ekaterina Tumanova (1855-1930), che si stabilirono come marito e moglie in un appartamento dal quale si progettava di scavare un tunnel che doveva sboccare nel vicino carcere. A loro si unirono poi i fratelli Ivičevič e Ekaterina Sarandovič (1858-1896). I lavori di scavo procedevano bene, sennonché un giorno Sentjanin fu arrestato, e non sapendo come la polizia si fosse messa sulle sue tracce, i compagni deliberarono di partire. In realtà, il tunnel sarà scoperto soltanto sei mesi più tardi.
Il 10 settembre 1878, Medvedev con undici criminali comuni riuscì a evadere dal carcere. Il direttore della prigione, nel dare conto dell'incresciosa notizia al ministro dell'Interno, si scusò dicendo che l'istituto penitenziario era stato costruito per accogliere 230 detenuti e invece ce n'erano stipati 548. Comunque la fuga di Medvedev fu presto interrotta: lui e uno degli altri evasi saranno catturati il 12 settembre, a circa venti chilometri da Char'kov, in un bosco, nei pressi di una stazione.
Il 5 agosto, a Odessa, in occasione dei tumulti scoppiati nella piazza antistante il tribunale di Odessa, dopo la lettura del verdetto che condannava al capestro Ivan Koval'skij, era stato arrestato Iosif Davidenko, uno stretto collaboratore di Čubarov, che si difese dall'arresto, sparando, e nei giorni seguenti l'impiccagione c'era stata una massiccia ondata di arresti tra i radicali della città. Nella rete cadevano, lo stesso Čubarov, che aveva opposto resistenza armata, Lizogub e Popko. Tutti citati a giudizio l'anno seguente nel processo dei 28, Čubarov, Lizogub, Davidenko, nonché Solomon Vittenberg (1852-1879) e Ivan Logovenko (1842-1879), del circolo di Nikolaev e vicini a Sviridenko, saranno condannati a morte e impiccati, i primi tre il 22 agosto, i restanti due, il 23; Popko, invece, avrà i lavori forzati a vita, non essendo conosciuto il suo coinvolgimento nella morte di Gejking.

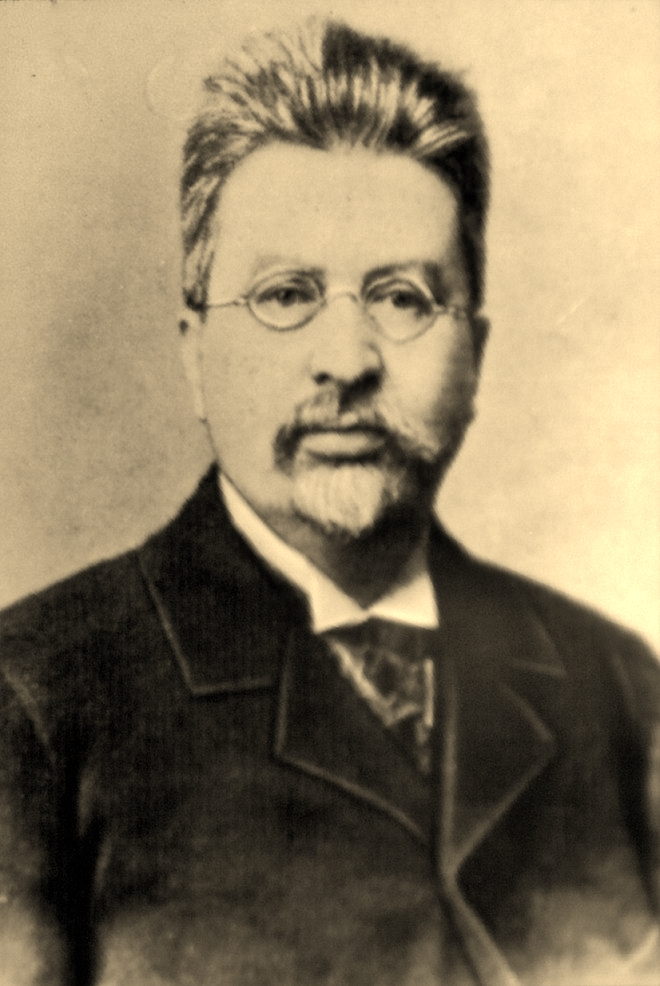
Ivan Petrunkevič

Il deterioramento generale della situazione spinse il governo a fare appello all'opinione pubblica nella lotta contro le forze eversive, al che comparve a San Pietroburgo un opuscolo illegale in cui si spiegava alla società civile che «non bisogna piagnucolare in ginocchio chiedendo la libertà, ma conquistarsela» e che se si «porrà con energia un simile compito, allora i socialisti l'appoggeranno certo attivamente, perché comune è lo scopo:ottenere la libertà».
Lo zemstvo del governatorato di Černigov, su iniziativa del consigliere Petrunkevič, un grande proprietario terriero che sarà unno dei fondatori del Partito Costituzionale Democratico e deputato della prima Duma, rispose all'appello del governo con un sostanziale rifiuto e ponendosi sulla scia del documento firmato dai rivoluzionari, giacché «priva di garanzie legali, priva della libertà di esprimere pubblicamente le opinioni..., priva del diritto di criticare le idee che sorgono al suo interno, la società russa non è altro che una massa atomizzata e inerte, capace di assorbire tutto, ma impotente a combattere i mali sociali». Si giunse così il 15 dicembre a un incontro tra esponenti del movimento liberale e dell'intelligencija— Petrunkevič, e tra gli altri, forse, lo scrittore ucraino Dragomanov (1841-1895) — e dei populisti rivoluzionari — Osinskij, Debogorij-Mokrievič e Sviridenko. Si chiedeva a questi ultimi di sospendere gli attacchi per dare loro il tempo di preparare «in larghi ambienti sociali» e nelle assemblee dei governi della regione un'aperta protesta che inneggiasse alla Costituzione. Petrunkevič sembrava propenso a credere che se l'opinione pubblica avesse dato segnali di risveglio, allora i terroristi si sarebbero fermati e avrebbero cominciato a valutare l'uso di metodi alternativi alla lotta armata, e con questo spirito aveva organizzato il confronto. I colloqui si conclusero però con un nulla di fatto, perché i rivoluzionari ritenevano, e il tempo, su questo, avrebbe dato loro ragione, che l'apatia fosse un male della società comune allintelligencija e ai notabili liberali.

### Arresto e processo

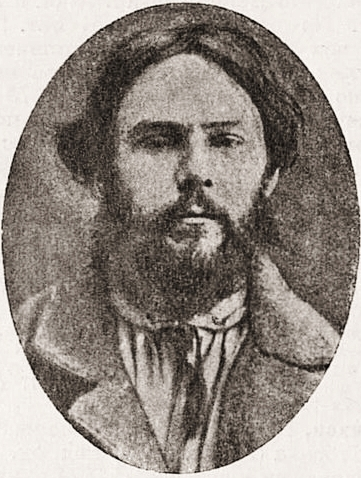
Innokentij Vološenko.

Ai primi di luglio del 1878, il nuovo capo della gendarmeria nel governatorato di Kiev, Vasilij Novickij (1837-1907), al posto che era stato di Gejking, quello di vice, aveva voluto il capitano Georgij Sudejkin (1850-1883). Costui si rivelò un autentico maestro dello spionaggio per l'uso spregiudicato degli agenti provocatori e per l'abilità manifesta nell'individuare i soggetti capaci di impersonare al meglio il ruolo del doppiogiochista. In pochi mesi gli riuscì di infiltrare i gruppi ribelli di Kiev e Odessa e, a febbraio del 1879, di sgominarli.
Il 5 febbraio, sul Chreščatyk, una guardia fermava Osinskij e Vološenko e li pregava di seguirli alla stazione di polizia per il controllo dei documenti. Essendo questa una prassi diffusa e provvisti di passaporti ben contraffatti, i due non pensarono a una trappola e obbedirono al pubblico ufficiale, ma giunti al Commissariato si trovarono davanti Sudejkin. Valerian provò ad estrarre la pistola, fu però sopraffatto e atterrato da più gendarmi. Qualche ora dopo, nell'appartamento di Osinskij, era catturata Sof'ja Lešern e sequestrato vario materiale: passaporti falsi, armi, opuscoli su Čigirin, lettere di Lizogub, prove di legami con il gruppo di Char'kov e Lev Gartman, una certa quantità di curaro e cianuro.
Aristocratica e figlia di un generale, come Valerian, la Lešern aveva studiato all'Istituto superiore femminile Alarčin di San Pietroburgo con Sof'ja Perovskaja e Anna Korba, aveva svolto attività educativa e propagandistica nei villaggi contadini, ed era poi entrata nel circolo populista di Feofan Lermontov (1848/49-1878), un seguace di Bakunin vicino ai ribelli del Sud, col quale strinse un rapporto sentimentale e sarà coimputata al processo dei 193. Condannata all'esilio, fu, in seguito alla richiesta di influenti parenti (soprattutto una dama d'onore della zarina), graziata, anche se doveva essere sottoposta a sorveglianza per tre anni. La Lešern chiese allora il permesso di seguire in esilio il suo compagno, sennonché Lermontov morì prima di poter partire per il governatorato di Archangel'sk. A quel punto Sof'ja Aleksandrovna sfuggì al controllo della polizia e raggiunse Kiev, per entrare, nell'estate del 1878, nella cerchia di Osinskij. Presto s'innamorarono e Valerian, con il nome di Stepan Bajkov, identità che avrebbe esibito all'arresto, fece redigere un falso certificato di matrimonio e sposò Sof'ja civilmente.

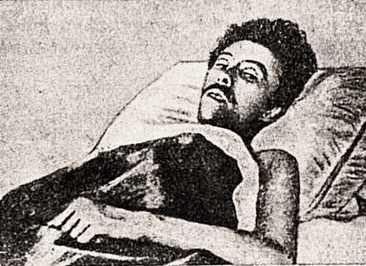
Ignatij Ivičevič, ferito, nell'infermeria della prigione.

Il 23 febbraio, lo studente Babičev, una spia infiltrata da Sudejkin tra i rivoltosi, fece scattare la trappola che avrebbe sgominato il gruppo di Kiev. Nell'appartamento dei fratelli Ivičevič, la casa Kosarovskij in via Žilinskaja, che ospitava la tipografia e fungeva da ufficio per la produzione dei falsi documenti, era stato fissato un incontro tra i membri superstiti del circolo di Osinskij e altri elementi strettamente legati a esso, perciò, dovendo riunirsi in tanti, si sfruttò la festività del martedì grasso. Un agente della pattuglia diretta personalmente da Sudejkin, bussò alla porta della casa chiedendo di Debogorij-Mokrievič. Tutti i poliziotti, come risultò nel corso del processo, avevano il busto protetto da una maglia di ferro. Ivan Ivičevič dalla fessura aperta, rispose che Debogorij-Mokrievič non abitava lì, e l'agente lo invitò a mostrargli il passaporto. Quindi, attraverso la porta, Ivan Ivičevič sparò, e i gendarmi risposero. Nella furiosa battaglia che seguì, un poliziotto rimase ucciso, e quattro rivoluzionari, feriti. Erano i fratelli Ivičevič, che sarebbero morti in pochi giorni, Brandtner, e un altro, colpito alla testa, la cui vera identità alcune fonti danno per sconosciuta, e altre individuano in Grigorij Ivančenko (1856-?). La sparatoria serviva anche a tenere impegnati i gendarmi, mentre Nikolaj Pozen (1850-dopo 1901) e Natalja Armfel'd provvedevano a bruciare le carte compromettenti. Tra gli altri a essere catturati, Steblin-Kamenskij, Stepan Feochari (1858-1931), la Sarandovič.
L'appartamento dov'era Debogorij-Mokrievič si trovava nello stesso edificio ed era il domicilio di Babičev. Naturalmente anche qui irruppero i gendarmi, benché con esito meno cruento. Debogorij-Mokrievič, Marija Kovalevskaja (1849-1889) e altri, si fecero arrestare senza opporre resistenza; Sviridenko e Leonid Dičeskulo (1847-1889), invece, si difesero armi alla mano e scesero in strada. Solo il secondo, colui che per conto di Osinskij aveva fornito aiuto materiale a Gol'denberg, il quale avrebbe ucciso quattro giorni dopo il governatore di Char'kov, il principe Dmitrij Kropotkin, riuscì a fuggire e a riparare in Romania.

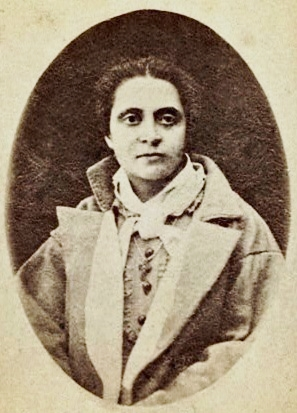
Marija Kovalevskaja.

Osinskij, Vološenko e la Lešern furono processati il 18 e 19 maggio, mentre gli altri buntari, in numero di quattordici, lo furono prima, tra il 12 e il 16, presso il tribunale distrettuale militare di Kiev. I quattordici erano: Sviridenko, Brandtner, Debogorij-Mokrievič, Steblin-Kamenskij, la Kovalevskaja, Natal'ja Armfel'd, Pavel Orlov (1856-1890), Pozen, Aleksandra Potylicina (1860 ca.-dopo 1900), Feochari, la Sarandovič, lo sconosciuto, e le sorelle Vera e Ekaterina Vasil'eva. A parte la pena capitale comminata a Sviridenko e a Brandtner, il tribunale condannò gli altri a quattordici anni e dieci mesi di katorga, fuorché le sorelle Vasil'eva, accusate di favoreggiamento e assolte, e la Potylicina, esiliata par quattro anni, ma su di lei, che non faceva parte del movimento rivoluzionario sebbene conoscesse la Sarandovič, pesa il sospetto che sia stata un'informatrice della polizia.
Pubblico accusatore in entrambi i processi fu il colonnello Vasilij Strel'nikov, destinato a far carriera e a morire nel 1882, per volere di Narodnaja volja e per mano di Želvakov (1860/61-1882), con la complicità di Chalturin. Strel'nikov, nel secondo processo, fu molto duro e offensivo nei confronti di Osinskij e della Lešern, che vilipese sul piano personale in maniera grossolana, definendola non «una donna, bensì un mostro, un certo qual ermafrodita». Osinskij, a sua volta, fece un discorso pieno di dignità, a partire dall'orgogliosa affermazione che aveva «l'onore di essere un membro del partito social-rivoluzionario russo», formula che sarebbe stata poi ripetuta in sede processuale dai narodovol'cy, e usò un tono ironico e impertinente all'indirizzo del procuratore. Inoltre asserì di essere un elemento di poca importanza all'interno del partito e che il Comitato esecutivo era ancora integro e operante, stabilendo così col suo esempio un precedente che i populisti rivoluzionari faranno proprio, per conservare sul nemico almeno un potere di tipo psicologico.
«Venendo a giudizio, avevo intenzione di esporre il nucleo della dottrina socialista onde spiegare al pubblico chi sono gli imputati e che il genere di delitto da essi perpetrato, entrando nel partito, consiste nell'aver voluto che la vita del popolo fosse fondata su una giustizia superiore. Ma, giacché contro ogni previsione, sono state lette alcune pubblicazioni e brochures, mi limiterò a dichiarare i principi socialisti — i miei principi — e le aspirazioni socialiste — le mie aspirazioni.»
«Da parte mia non intendo discutere col procuratore, essendo indifferente alle sue uscite indecenti, ma ritengo mio dovere replicare alle accuse che tendono a diffamare il partito socialista nella pubblica opinione.»
«Il procuratore afferma che si confà ai membri del partito non l'onore, bensì il disonore, ma è improbabile che su questa materia possa giudicare. Una serena comprensione della questione si può avere solo attraverso il suo studio diretto; per giudicare i socialisti e il loro lavoro è doveroso conoscerli da vicino, e vale la pena stare vicino a loro. Ma come avvicinarsi a loro, procuratore? Per essere un socialista occorre avere una caratura morale superiore a quella di un procuratore...»
«Quali sono i concetti di moralità e di onore per il pubblico accusatore risulta dal giudizio sul caso di Čigirin. Palesemente, nella testa del procuratore, l'adempimento della funzione pubblica e il ladrocinio sono congiunti in modo indissolubile, in quanto sostiene che i contadini siano stati derubati dal movimento organizzato a Čigirin. I contadini sono stati inquadrati nelle milizie e, in cambio, guardie armate avrebbero preso un tributo mensile di cinque copechi; una parte del denaro raccolto sarebbe stata utilizzata per la congiura, e l'altra sarebbe finita, secondo il procuratore, nelle mani dei socialisti. A questa conclusione il procuratore poteva giungere solo ignorando i fatti che la contraddicono, altrimenti avrebbe saputo che le risorse raccolte non erano sufficienti a scatenare la rivolta e che a tal fine furono prelevati dal fondo dei ribelli seicento rubli. Quanto a me, non posso prendere per buona la presunzione di mettere sullo stesso piano socialisti e ladri... Per quale ragione persone che vogliono trarre profitto a danno degli altri dovrebbero esporsi al pericolo che continuamente minaccia i membri del partito rivoluzionario, quando ci sono così tanti posti dove si può saccheggiare impunemente?»
«[...] Per quanto concerne la mia relazione con Sof'ja Aleksandrovna Lešern, la pubblica accusa afferma che io e lei siamo amanti, e lo dice, evidentemente, per infangarci. Io affermo però che non spetta al procuratore giudicare i matrimoni civici. Per comprenderne l'ideale, è necessario raggiungere un alto livello di evoluzione intellettuale e morale, anche essenziali per afferrare le concezioni stesse del socialismo. Se era sua intenzione farci sentire in colpa, ha fallito lo scopo».
« Non mi resta che ridurre in cenere l'altra illusione del procuratore: egli crede che io sia un generale del partito socialista, che con la mia persona subisca una grave perdita, che con la mia morte il Comitato esecutivo, del quale sarei un esponente, si disgregherà. La realtà non corrisponde affatto a questo teorema. Nell'organico del partito socialista, io non sono che un soldato semplice, e come me ce ne sono a frotte. Mi è ben noto che nel novero degli arrestati, a San Pietroburgo come in provincia, non si trova un solo membro del Comitato esecutivo. Vana è l'esultanza del procuratore in merito alla fine del movimento socialista in Russia. Tale movimento avrà un ampio sviluppo e un avvenire vittorioso: di questo sono sicuro e da questo convincimento traggo forza e conforto nel caso in cui la Corte dovesse deliberare la mia condanna a morte».
Il 19 maggio Innokentij Vološenko fu condannato a dieci anni di lavori forzati, Valerian Osinskij e Sof'ja Lešern, a morte mediante fucilazione, per resistenza armata e adesione a un'organizzazione clandestina finalizzata al rovesciamento dell'Impero, mentre era del tutto sconosciuta la parte svolta da Valerian negli atti terroristici compiuti nell'ultimo anno. Ma il giorno successivo un telegramma di Vladimir Filosofov (1820-1894), il capo procuratore militare dell'Impero, informava i governatori che, su ordine del sovrano, i criminali politici di Kiev dovevano essere impiccati, e che per le successive sentenze dei tribunali militari si sarebbe dovuto procedere con la medesima modalità d'esecuzione.

### L'ultima lettera e la morte

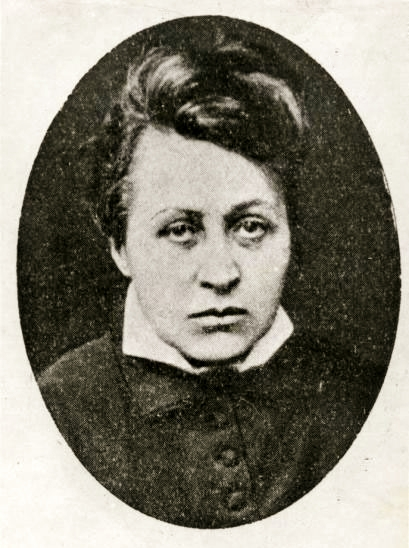
Sof'ja Lešern

La settimana che precedette la morte, vide Osinskij «tranquillo e di lieto umore», ma l'ultima sera la sua eccitabilità nervosa fu messa a dura prova. Il 25 era giunta la notizia che la pena capitale della Lešern era stata commutata nei lavori forzati a vita, perché una donna non era ancora mai stata giustiziata, e Sof'ja Aleksandrovna, all'approssimarsi dell'esecuzione di Valerian, fu presa dalla disperazione. Volendo morire con il suo amore, gridava e piangeva, e a nulla valsero i tentativi di calmarla che fece Osinskij, dall'ala maschile del carcere Luk'janovskaja verso quella femminile. A ciò si aggiunse la separazione dalla famiglia. Per evitare alla madre lo strazio di un ultimo saluto, le disse che il governatore non avrebbe confermato la pena e che avevano ancora tante altre occasioni per rivedersi, ma, prendendo da parte il fratello maggiore e la sorella sedicenne, disse loro che sarebbe stato senz'altro giustiziato l'indomani.
Fino alla fine svolse la sua attività rivoluzionaria e riuscì a dettare in codice una lettera per gli amici di San Pietroburgo, nella quale diceva:
« Amici fraterni e compagni!
Vi scrivo per l'ultima volta nella vita, perciò, anzitutto, un abbraccio del genere più affettuoso, e per favore, non conservate un brutto ricordo di me. Personalmente, di voi ho da portare nella tomba solo bei ricordi...
Noi non abbiamo nessun rimpianto di dover morire, perché moriamo per un'idea, e, se un rimpianto abbiamo, è solo quello che ci è toccato perire quasi soltanto per la vergogna del monarchismo morente, e non per qualcosa di meglio, e che, prima della morte, non abbiamo fatto quello che volevamo. Vi auguro, cari, di morire più proficuamente di noi. Questo è l'unico, il migliore augurio che possiamo farvi. E ancora: non versate invano il vostro sangue prezioso! — e poi, non fatevi catturare tutti...
Non abbiamo dubbi che ora la vostra attività sarà diretta verso un unico obiettivo. Anche se su questo non c'è nulla di scritto, è quel che bisogna fare. Secondo noi, ormai, null'altro il nostro partito può fisicamente intraprendere. Ma per fare veramente del terrorismo, ci vogliono gente e mezzi...
Possa dio darvi, fratelli, il successo completo! Questo è il nostro solo desiderio prima di morire. E non abbiamo dubbi che quando morirete, forse molto presto, lo farete con la nostra stessa indifferenza. Ma la nostra causa non può morire — è questa certezza che ci consente di avere in spregio la morte. Se vivrete, bene, ma se la vostra morte fosse necessaria, che sia più produttiva della nostra! Addio, addio!
Baciate per me tutti i miei amici e conoscenti, vicini e lontani, e chi non mi ha dimenticato.
In molti mi sono stati avversi (anche se nella maggior parte, per un malinteso); che almeno adesso i vecchi rancori siano lasciati alle spalle. Io, per conto mio, non porto nella tomba nessun rancore contro chicchessia...
E comunque, passi pure che noialtri fossimo dimenticati, purché non ne abbia a risentire la causa. Addio, cari amici-compagni, e non pensate male di me. Vi abbraccio tutti forte forte fino a soffocarvi, e vi stringo la mano fino a farvi male, per l'ultima volta...
Il vostro Valerian »
Osinskij chiese poi a Debogorij-Mokrievič, che divideva la cella con lui, di cantargli alcune canzoni francesi, tra le quali ve n'era una, «Il vecchio caporale», che ben si adattava alla sua situazione. Narra, infatti, la storia di un soldato di Napoleone che, ferito, chiede ai commilitoni di non piangere per la sua morte imminente.

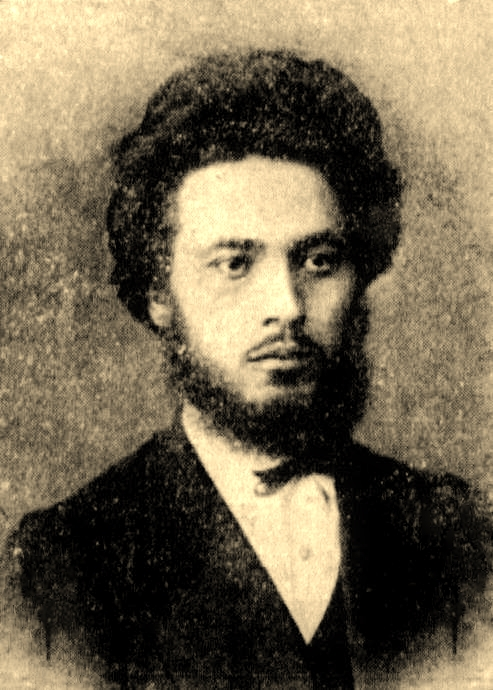
Vladimir Sviridenko

La mattina del 26 maggio, alle 09:00, Osinskij, Brandtner e Sviridenko furono portati nell'ufficio amministrativo della prigione, per sbrigare alcune formalità, quindi furono sistemati su un carro e condotti, sotto scorta di un distaccamento di cosacchi, sul luogo del supplizio, che si trovava dietro la prigione, su un vasto terreno abbandonato. A dirigere l'esecuzione fu lo stesso capo della gendarmeria, Novickij; a metterla in atto, il boia Frolov.
Mentre erano disposti con le spalle al patibolo, uno dei tre prigionieri chiese il permesso di abbracciare i compagni, desiderio che gli fu accordato. In quel momento, l'aiutante di campo del generale Čertkov, comandante del distretto militare di Kiev, domandò ai condannati se non volessero pentirsi e accettare il conforto spirituale, già declinato tre volte. Seguì l'ennesimo rifiuto.
Primo a essere impiccato fu Sviridenko, che morì istantaneamente. Secondo, fu Brandtner, che gemette una volta e per due si dimenò. Ultimo, Osinskij. Frolov non strinse bene il cappio intorno al suo collo sottile, e la corda salì all'altezza dell'orecchio, di modo che il viso s'inclinò di traverso, con una brusca tirata. Valerian cominciò allora ad agitarsi violentemente e a battere i piedi. Mormorii si levarono tra la folla — tremila persone circa — che assisteva all'esecuzione. Novickij spiegò che la sofferenza del detenuto era dovuta al fatto che aveva rinunciato ai sacramenti, e, stando alla versione di Kravčinskij, ordinò che fosse suonata la Kamarinskaja, una celebre danza popolare russa, al fine di attutire il suono dei rantoli di Osinskij. Una trentina di persone furono arrestate, per aver mostrato il proprio disagio, e tra questi, otto studenti del ginnasio che avevano pianto, ma anche alcuni soldati si sentirono male.
Mezz'ora dopo la morte di Valerian, la corda fu tagliata e i cadaveri dei tre uomini, dopo l'accertamento del decesso, furono sepolti ai piedi del patibolo.

## Omaggio postumo
Nel 1907, l'economista e pubblicista Valerian Obolenskij (1887-1938), aderendo all'ala bolscevica del Partito Operaio Socialdemocratico Russo, decise di usare lo pseudonimo di Valerian Osinskij. La sua fu una carriera ai vertici e ricoprì diversi incarichi prestigiosi (presidente della Banca centrale, membro del CC, direttore dell'Ufficio centrale di statistica), ma, coinvolto nel processo contro Bucharin, fu condannato a morte il 1º settembre 1938 e fucilato lo stesso giorno. Sarà riabilitato da Chruščëv nel 1957.